# Szepesi József
Szepesi József (Salgótarján, 1948. április 4. − Budapest, 2001. június 1.) roma származású magyar költő, író, szerkesztő.

## Életútja
Szepesi József a salgótarjáni cigánydombon született és a nógrádi megyeszékhely irodalmi életének egyik legmeghatározóbb személyisége volt.
Édesapja, aki cipőket, hegedűket javított, rajzolt, festett és szobrokat készített  korán meghalt (a költő még csak négyéves volt), ezért Szepesi három testvérével nevelőintézetbe, majd nevelőszülőkhöz került (tizennégyéves koráig). Ötödik osztályos volt, amikor visszatérhetett Salgótarjánba, így az általános iskolai felsőtagozatos tanulmányait már ott kezdte meg. Később szobafestő-mázoló szakmát tanult és felnőttként közgazdasági technikumot is végzett levelező tagozaton.
Dolgozott, mint rakodómunkás, de dolgozott tűzhelygyárban és öntödében is. A Salgótarjáni Ötvözetgyárban csoportvezető is volt, aztán az Országos Cigány Információs és Művelődési Központ vezetősége megbízta az Irodalmi Kabinet irányításával.
Első verseit a Nógrád Megyei Hírlap publikálta, aztán 25 évesen (1973-ban) már a Forrás című művészeti lap is felfigyelt rá, amit az országos antológiákban való részvétel követett, valamint a Palócföldben és a Napjainkban való publikálások. Munkássága során négy önálló kötetet tudhatott a magáénak. Jelent meg verseskötete, publicisztika gyűjteménye, különböző műfajokban alkotott. Publikált az Írószemlében és a Palócföldben is, de művei megjelentek egyéb napilapokban és folyóiraoktban is. Újságíróként különösen értékesek a szociográfiái és a riportjai. Budapestre költözése előtt - mintegy hét évig - lakott a salgótarjáni Tanács u. 7-ben.
Szepesi 1986-tól élt a magyar fővárosban, az 1992-ben megszűnt Romano Nyevipe (Cigány Újság) munkatársa lett, később a főszerkesztője is. 1994-ben munkanélküli újságíróként pár hónapot az Amerikai Egyesült Államokban is eltöltött.
A Salgótarjáni Polgári Kör 2011-ben társadalmi összefogásra hívott fel, hogy méltó síremléket állíttathassanak neki 65. születésnapja évfordulójának és a költészet napjának alkalmából.
Szepesi József költészetében kerüli a "roma mivolt" keserűen való megélését, még akkor is, ha az meghatározta az életét, ehelyett a verseiben az életében jelenlévő realitásokat fogalmazza meg sokszínű líraisággal és pontossággal.

## Emlékezete

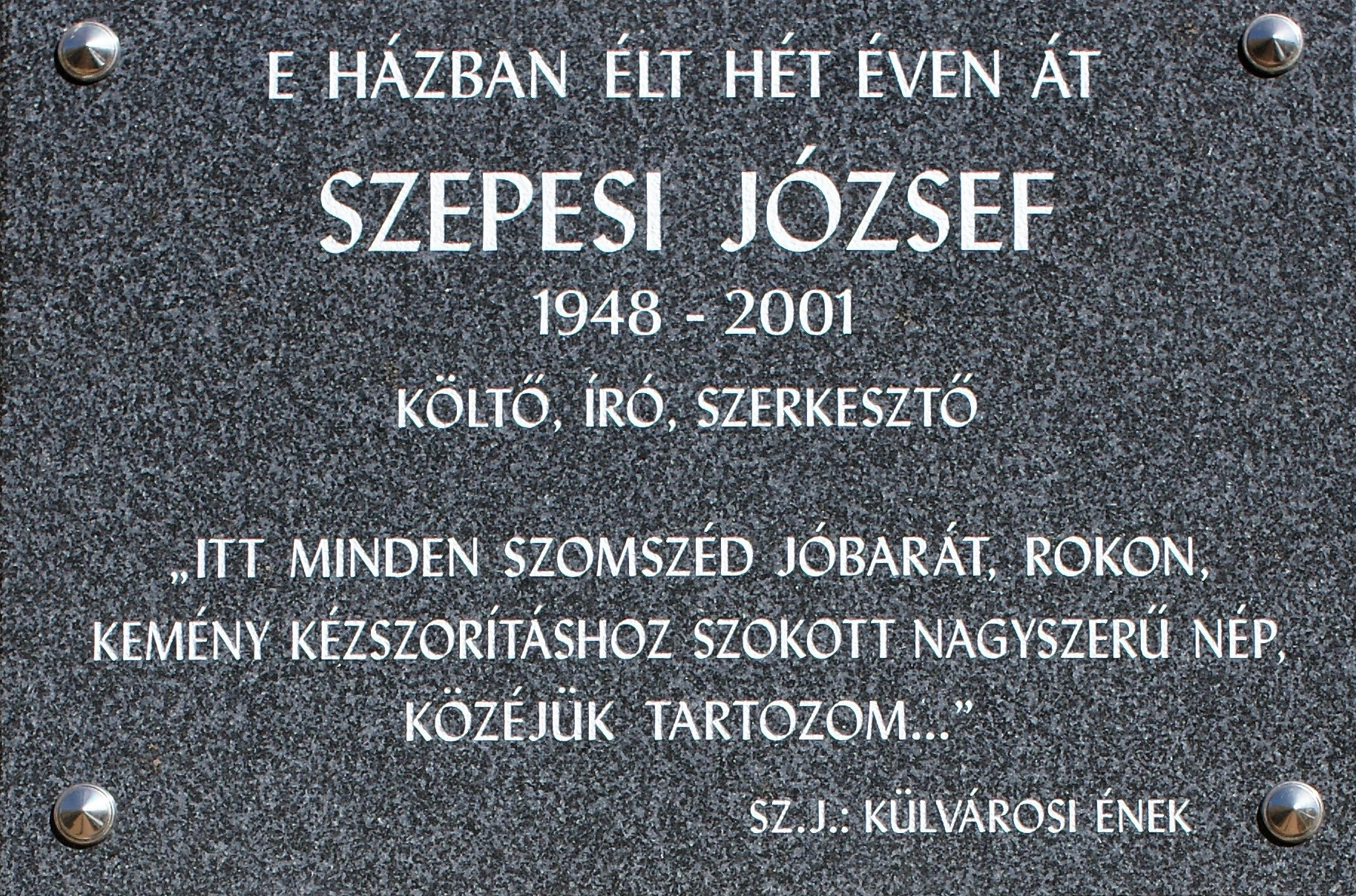
Szepesi József emléktáblája Salgótarjánban

70. születésnapjának alkalmából, Salgótarjánban, a Tanács u. 7.szám alatt, 2018.04.06-án (faragott, fekete gránit) emléktáblát avattak neki, amely  tartalmaz egy szöveget („Ebben a házban élt hét éven át Szepesi József (1948–2001) költő, író, szerkesztő.”) és egy versidézetet a költő Külvárosi ének című poémájából ("Itt minden szomszéd jóbarát, rokon, kemény kézszorításhoz szokott nagyszerű nép, közéjük tartozom...".). Az emléktábla állíttatója: Máté Krisztián (Szepesi József hagyatékának gondozója), míg az alkotás kivitelezője: Hakkel Gyula kőfaragó volt.

## Munkássága
- Szepesi József, Elszórtan, mint a gyom, Salgótarján, Nógrád Megyei Tanács VB Művelődésügyi Osztály, 1983 (Palóc Könyvek)
- Szepesi József, A mámor templomában, Békéscsaba, Megaceros Kiadó - Sajtóügynökség Betéti Társaság, 1993
- Szepesi József, Putrik és paloták. Riportok., Budapest, Cigány Tudományos és Művészeti Társaság, 1996
- Szepesi József, Pogány ima (Válogatott versek 1970–1996.), Salgótarján, Jó Palócok Könyvműhelye, 1997